# Wall Street (fotografie)
Wall Street je černobílá fotografie amerického fotografa Paula Stranda pořízená v roce 1915. V současné době existují pouze dva původní platinové tisky této fotografie, jeden ve Whitney Museum of American Art (vytištěn posmrtně) a druhý, spolu s negativy, ve Philadelphia Museum of Art . Tato fotografie byla zahrnuta na výstavu fotografií Paul Strand, circa 1916, která ilustrovala jeho tlak na modernismus.
Zobrazuje scénu každodenního života v manhattanské finanční čtvrti . Jsou na ní vidět pracující, jak procházejí kolem budovy J.P. Morgan & Co. v New Yorku na slavné Wall Street, podle které je fotografie pojmenována. Fotografie je známá tím, že se spoléhá na ostrost a kontrast tvarů a úhlů tvořených budovou a dělníky, které vedou k její abstrakci. Tato fotografie je považována za jedno z nejznámějších Strandových děl a za příklad jeho přechodu od piktorialismu k přímé fotografii . Strand přešel z aranžovaných póz k zobrazení čistoty subjektů. Je to jeden z několika obrazů, které jsou znamením obratu k modernismu ve fotografii.

## Pozadí
V roce 1907, jako mladý teenager, se umělec Paul Strand zapsal na newyorskou školu Ethical Culture Fieldston School . Tam byl Strand pod vedením dokumentárního fotografa Lewise Hinea . Hine představil Stranda modernistickému fotografovi Alfredu Stieglitzovi, který měl v té době velký vliv na umělecký svět, prosazoval, aby byla fotografie považována za uměleckou formu, a otevřel svou vlastní galerii, 291 Gallery, s dalším vlivným fotografem Edwardem Steichenem, aby propagoval modernistické umění. Stieglitzovi kolegové usilovali o přijetí fotografie jako formy umění. Stieglitz se stal Strandovým mentorem a uměleckým kolegou, přičemž se oba vzájemně ovlivňovali po zbytek své kariéry.
Díky Stieglitzově vlivu Strand prozkoumal piktorialistický styl, vytvářel díla s měkkým prokreslením a aranžoval scény. Fotografie měly za cíl vypadat jako malby. Kolem roku 1915 se Strand a Stieglitz pokusili změnit svou estetiku a vydali se na cestu k přímé fotografii. Stieglitz prosadil Strandovi, aby zahrnul reálná témata a méně ruční manipulace s tiskem a využil styl, který byl vrozený metodám a materiálům fotografie. Strand interpretoval tento Stieglitzův požadavek a vytvořil tento nový styl, který zahrnoval vysoké kontrasty, čisté linie a důraz na tvar. Tyto prvky pocházejí z toho, jak Strand zachycoval skutečný život a pohyby subjektů, nikoli z toho, jak je aranžoval nebo s nimi manipuloval.

## Technika
Fotografie Wall Street zachycuje 23 Wall Street, budovu J.P. Morgan v New Yorku. Strand vyfotografoval „lidi spěchající do práce kolem bankovní budovy“ na Wall Street, podle níž je fotografie pojmenována. Zobrazené subjekty jsou skutečné a bez manipulace. Zobrazení skutečné podstaty média a předmětu je příkladem přímé fotografie. Neexistuje jediný bod zaostření, přičemž linie se sbíhají mimo rám obrazu. Finanční budova zabírá většinu rámce. Důraz je kladen na výrazné tvary vytvořené architekturou budovy. Dělníci na obrázku jsou zobrazeni, ale jsou bez tváře a jejich velikost je překonána masivními čtvercovými tvary z budovy, kolem které procházejí. Také jsou pracovníci zachyceni v pohybu, díky čemuž na filmu vypadají rozmazaně. Tato estetika, kterou Strand vytváří na Wall Street, je jeho zlom směrem k moderní, přímočaré fotografii, která ukazuje, že piktorialismus již není součástí jeho estetiky. Strand zachytil budovu čistými, ostrými liniemi. Budova je na snímku vyvedena vysokým kontrastem, šerosvitem . Je hodně ve stínu, ale stále vytváří ohromující přítomnost nad lidmi, kteří kolem ní procházejí. Tito lidé jsou také zdůrazněni kontrastem, který je patrný z čistých linií a černobílé povahy autorových fotografií a fotografie jako média. Lidé vyskakují ze svých míst a jsou temnými postavami ve světle slunce, které svítí z levé části rámu.
Strand naplňuje obraz svou rozpoznatelnou estetikou. Pozitiv fotografie je proveden technikou platinového tisku, což byl jeden z materiálů, který fotografové té doby často používali. Strand byl jedinečný v tom, jak své fotografie tiskl. Jak je uvedeno na webové stránce George Eastman House v sekci Poznámky k fotografii, Strand z malých negativů vytvořil velké tisky. Nechal je také v matném stavu, který k platinovému tisku neodmyslitelně patří. Svými tiskařskými technikami „dodal obrazu bohatost“. Stejně jako u většiny fotografií své doby je fotografie celá černobílá. Mezi černými a bílými oblastmi fotografie je silný kontrast. Strand vytváří diagonální tvary, které přitahují důraz na předmět budovy a odtahuje pozornost od lidí.

## Aspekty
Po absolvování Hineovy třídy na Ethical Culture Fieldston School se pro Stranda stala důležitá společenská změna a často se objevovala v jeho umění. Jako žák Hinea se Strand dozvěděl o sociálním aspektu, který by jeho práce mohla mít. S Wall Street se snažil vykreslit sociální poselství. Vyfotografoval lidi bez tváře vedle hrozící finanční budovy, aby dal varování. Strand ukazuje "nedávno postavenou budovu J.P. Morgan Co., jejíž obrovské, tmavé výklenky převyšují kolemjdoucí impozantní silou uniformity a anonymity." Lidé nemohou uniknout ohromné moci, kterou bude mít tento moderní establishment na jejich budoucnost a budoucnost Ameriky. Varuje nás, abychom nebyli malými lidmi, kteří vedle této budovy, která má obrovskou kontrolu nad americkou ekonomikou, vypadali téměř jako mravenci.